# Hypolaena viridis
Hypolaena viridis är en gräsväxtart som beskrevs av Barbara Gillian Briggs och Lawrence Alexander Sidney Johnson. Hypolaena viridis ingår i släktet Hypolaena och familjen Restionaceae. Inga underarter finns listade i Catalogue of Life.